# 박성우 (배드민턴인)
박성우(1971년 8월 12일~)는 대한민국의 배드민턴 선수 출신 배드민턴 지도자로, 1995년 세계 배드민턴 선수권 대회에 참가해 은메달을 획득했다.